# IncluSite
IncluSite es una herramienta de accesibilidad web ganadora del VI Premio Vodafone a la Innovación en Telecomunicaciones.
IncluSite permite a usuarios de internet navegar por páginas web mediante los siguientes mecanismos:
- Teclado. Permite navegar a través del teclado mediante comandos simplificados.
- Voz. Permite navegar diciendo en voz alta comandos como "arriba", "atrás", o un número específico de sección de la página.
- Sonido. Permite navegar emitiendo sonidos de distinta intensidad para seleccionar los distintos elementos de la página.
- Compatibilidad con lectores de pantalla. Introduce una serie de mejoras en el código fuente de la página que facilita la tarea a los software de lectura de pantalla como JAWS_(software).

IncluSite tiene la particularidad de no imponer al usuario la adquisición software ni hardware específico, ya que utiliza los periféricos más comunes de un ordenador, como el teclado y el micrófono, y funciona dentro de los navegadores web más utilizados, como Chrome, Firefox, Internet Explorer, Safari y Opera.

## Legislación
En España existe la Ley 51/2003, de 2 de diciembre, de igualdad de oportunidades, no discriminación y accesibilidad universal de las personas con discapacidad (LIONDAU).
La ley propone la regulación de las condiciones básicas de accesibilidad y no discriminación para garantizar unos mismos niveles de igualdad de oportunidades a todos los ciudadanos con discapacidad, en varios ámbitos tales como:
1. El acceso y utilización de las tecnologías, productos y servicios relacionados con la sociedad de la información y medios de comunicación social. Concretamente, el Real Decreto 1494/2007, de 12 de noviembre, recoge la obligación por parte de las Administraciones Públicas de ofrecer en sus webs oficiales accesbilidad de nivel 1 y nivel 2 según la norma W3C. El RD 1494/2007 también hace extensiva la obligación a empresas de especial trascendencia económica que presten servicios al público.
2. La accesibilidad y la no discriminación de las personas con discapacidad en sus relaciones con la Administración General del Estado.

## Estándares
WAI son las siglas de Web Accessibility Iniative. Se trata de un grupo de trabajo del organismo W3C dedicado a promover la accesibilidad web. WAI define la accesbilidad web como la capacidad de la gente con cierta discapacidad para percibir, comprender, navegar e interactuar con la Web, aunque también añade que beneficia a otros colectivos como gente mayor con mermas en sus habilidades por envejecimiento.
Este grupo publicó en 1999 la primera versión de las pautas de accesibilidad Web, WCAG 1.0, y en 2008 fueron aprobadas las WCAG 2.0 como recomendación oficial. Estas pautas están formadas por varios puntos de control con una prioridad del uno al tres. Las páginas Web que cumplan los de prioridad uno obtendrán la certificación WAI-A; si además cumplen los de prioridad dos obtendrán la certificación WAI-AA y, si también cumplen los de prioridad tres obtendrán la certificación WAI-AAA.